# She Is Coming
She Is Coming ist die zweite EP der US-amerikanischen Sängerin Miley Cyrus. Sie wurde am 31. Mai 2019 unter dem Label RCA Records veröffentlicht.

## Hintergrund
Am 9. Mai 2019 kündigte Cyrus die Veröffentlichung der EP She Is Coming an, welche am 31. Mai 2019 erschien. Am selben Tag verkündete Cyrus über ihre Twitter, dass der EP zwei weitere derselben Art folgen würden, deren Titel She Is Here und She Is Everything lauten würden. Gemeinsam sollten sie das Album She Is Miley Cyrus ergeben, welches Ende 2019 erscheinen sollte. Letztendlich wurden die zwei weiteren EPs und das Album nicht mehr veröffentlicht, stattdessen folgte am 27. November 2020 das Album Plastic Hearts.

## Promotion
Cyrus führte die Hotline 1-833-SHE-IS-MC ein, die vorab aufgenommene Nachrichten von Cyrus abspielte und bei der Fans eine Nachricht hinterlassen konnten. Internationale Versionen der Hotline wurden in Australien, Peru, Polen, Singapur, Spanien und im Vereinigten Königreich installiert. Die amerikanische Hotline wurde in Las Vegas, Los Angeles, Miami, Nashville, New York City und London für vier Wochen ab der Veröffentlichung der EP unter anderem auf Plakatwänden beworben.
Erstmals trat Cyrus mit den Liedern Mother's Daughter, D.R.E.A.M. und Cattitude bei BBC Radio 1's Big Weekend in North Yorkshire am 25. Mai 2019 auf. Anschließend folgten Auftritte beim Primavera Sound Festival in Barcelona am 31. Mai 2019, beim Orange Warsaw Festival in Warschau am 1. Juni 2019, beim Tinderbox Festival in Odense am 28. Juni 2019, beim Glastonbury Festival in Somerset am 30. Juni 2019 und beim Sunny Hill Festival in Pristina am 2. August 2019. Am 21. September 2019 trat Cyrus zudem beim iHeart Radio Music Festival in Las Vegas auf. Des Weiteren war Cyrus als Headliner bei Woodstock 50 am 16. August 2019 geplant, sagte ihren Auftritt jedoch am 30. Juli 2019 ab. Am darauffolgenden Tag wurde das gesamte Festival abgesagt.

## Singleauskopplungen
Mit Mother’s Daughter erschien am 11. Juni 2019 die einzige Single der EP. Das zugehörige Musikvideo wurde am 2. Juli 2019 veröffentlicht. Die Single erreichte Platz 75 in Deutschland sowie Platz 54 in den Billboard Hot 100.

## Titelliste
| # | Titel                                                    | Autor(en) | Länge |
| - | -------------------------------------------------------- | --- | ----- |
| 1 | Mother’s Daughter                                        | Miley Cyrus, Alma Miettinen, Andrew Wyatt | 3:39  |
| 2 | Unholy                                                   | John Cunningham, Miley Cyrus, Ilsey Juber, Jasper Sheff, Andrew Wyatt | 2:10  |
| 3 | D.R.E.A.M. (feat. Ghostface Killah)                      | Dennis Coles, John Cunningham, Miley Cyrus, Robert Diggs, Lamont Hawkins, Isaac Hayes, Jason Hunter, Russell Jones, Ilsey Juber, David Porter, Clifford Smith, Corey Woods | 2:48  |
| 4 | Cattitude (feat. RuPaul)                                 | RuPaul Andre Charles, Miley Cyrus, Ilsey Juber, Alma Miettinen, Andrew Wyatt                                                                                               | 3:09  |
| 5 | Party Up the Street (feat. Swae Lee & Mike Will Made It) | Khalif Malik Ibn Shaman Brown, Miley Cyrus, Asheton Hogan, Michael Williams II, Andrew Wyatt                                                                               | 3:37  |
| 6 | The Most                                                 | Brandon Joyner Burton, Miley Cyrus, Stefan Johnson, Ilsey Juber, Marcus Lomax, Jonny Price, Mark Ronson                                                                    | 3:41  |

## Kommerzieller Erfolg

### Chartplatzierungen
| ChartsChartplatzierungen       | Höchstplatzierung | Wochen |
| ------------------------------ | ----------------- | ------ |
| Deutschland (GfK)              | 74 (1 Wo.)        | 1      |
| Österreich (Ö3)                | 21 (2 Wo.)        | 2      |
| Schweiz (IFPI)                 | 27 (1 Wo.)        | 1      |
| Vereinigte Staaten (Billboard) | 5 (7 Wo.)         | 7      |
| Vereinigtes Königreich (OCC)   | 18 (2 Wo.)        | 2      |

### Auszeichnungen für Musikverkäufe
| Land/Region     | Auszeichnungen für Musikverkäufe (Land/Region, Auszeichnung, Verkäufe) | Verkäufe |
| --------------- | ---------------------------------------------------------------------- | -------- |
| Brasilien (PMB) | Gold                                                                   | 20.000   |
| Polen (ZPAV)    | Gold                                                                   | 10.000   |
| Insgesamt       | 2× Gold ·                                                              | 30.000   |

Hauptartikel: Miley Cyrus/Auszeichnungen für Musikverkäufe